# Weduweroos
De weduweroos (Cylista undata, taxonsynoniem Sagartiogeton undatus) is een zeeanemonensoort uit de familie Sagartiidae. Cylista undatus werd in 1778 voor het eerst wetenschappelijk beschreven door Otto Friedrich Müller.

## Beschrijving
Deze zeeanemoon heeft een brede en stevig hechtende basis. De zuil is lang in extensie met lange, sierlijke tentakels die gerangschikt zijn in veelvouden van zes. Acontia worden niet gemakkelijk uitgestoten. De zuil is bleek geelachtig, met lichtere strepen aan de onderkant en donkerdere strepen van bruine of roodachtige spikkels over de gehele lengte; kleine donkere vlekken zijn aanwezig op de bovenste helft. Mondschijf en tentakels zijn doorschijnend bleekgrijs, mondschijf crèmekleurig en met een regelmatig, maar niet opvallend patroon. De tentakels hebben laterale donkere lijnen over hun lengte. Grootte tot 60 mm over de basis, hoogte tot 120 mm. Als weduwerozen worden aangeraakt trekken ze zich zeer sterk samen, tot een sterk afgeplat bolletje.

## Verspreiding
De weduweroos komt voor aan alle Britse kusten en is wijdverbreid in heel West-Europa, van Scandinavië tot de Middellandse Zee. Deze soort is typisch begraven in modder of zand, bevestigd aan een steen of schelp onder het oppervlak; soms tussen rotsen, in grotten, enz. waar exemplaren meestal kleiner en donkerder van kleur zijn. Aan de kust of in het intergetijdengebied tot zeker 100 meter of meer. In Nederland langs de gehele Noordzeekust en algemeen voorkomend in de Oosterschelde in de wierzone.